# Miloš Pavlica
Miloš Pavlica, slovenski politik, poslanec in pravnik, * 3. oktober 1950.

## Življenjepis
Leta 1992 je bil izvoljen v 1. državni zbor Republike Slovenije; v tem mandatu je bil član naslednjih delovnih teles:
- Komisija za volitve, imenovanja in administrativne zadeve,
- Komisija po Zakonu o nezdružljivosti opravljanja javne funkcije s pridobitno dejavnostjo,
- Odbor za gospodarstvo,
- Odbor za zdravstvo, delo, družino in socialno politiko in
- Preiskovalna komisija o preiskavi politične odgovornosti posameznih nosilcev javnih funkcij v izvršnih svetih občin in republike za razkroj gospodarskega sistema Iskre.

22. novembra 2008 je postal državni sekretar Republike Slovenije v sestavi 9. vlade Republike Slovenije.